# Caudete
Caudete est une commune d'Espagne, en province d'Albacete et communauté autonome de Castille-La Manche.

## Géographie
Coincée dans sa propre province (Albacete), très éloignée des centres de décision de la région où elle a été affectée, mi-enclavée en province d'Alicante, la commune est géographiquement du pays dit « Alto Vinalopó ». Toutes les autres communes y comprises appartenant à la province d'Alicante.

## Histoire
Caudete, Ville Royale dans l'ancien Royaume de Valence, s'est vue honnie, chassée d'une façon rocambolesque de son Royaume, à cause de l'occupation de la Ville et sa commune par sa voisine Villena, toujours plus puissante, qui continue à contrôler un quart environ de l'ancien territoire de Caudete. Villena possédait quant à elle, un grand ascendant dans Castille, où elle appartenait en chef-lieu du Marquisat qui portait son nom, très dominateur et influent sur le Roi, (Guerre de Succession espagnole, de l'an 1707). Villena sert nonobstant, de par sa proximité, comme centre de services pour Caudete (commerce, société, communication), en excluant tous ceux, évidemment nombreux, qui sont soumis à l'administration officielle, voire, politique.

## Administration
| Période                                  | Période | Identité | Étiquette | Qualité |
| ---------------------------------------- | ------- | -------- | --------- | ------- |
|                                          |         |          |           |         |
| Les données manquantes sont à compléter. |         |          |           |         |

### Jumelages
- Marseillan (Hérault) (France) depuis 1988